# Plan de Fomento del Empleo Agrario
El Plan de Fomento del Empleo Agrario (PFEA), más conocido como Plan de Empleo Rural (PER), su antigua denominación, es un plan de subvenciones a los ayuntamientos de varias comunidades autónomas, para realizar inversiones en el mundo rural.
Fue establecido en 1986 por el Gobierno de España durante el mandato de Felipe González con el nombre de Plan de Empleo Rural y en sustitución del llamado "empleo comunitario". El PER estaba destinado a las comunidades de Andalucía y Extremadura para que contratasen a trabajadores eventuales agrarios (jornaleros) en paro y facilitar así un periodo de empleo y el acceso a un subsidio especial de desempleo.
En diciembre de 1996 como consecuencia del Acuerdo para el Empleo y la Protección Social Agrarios (AEPSA) pasó a llamarse Plan de Fomento del Empleo Agrario y pasó a aplicarse a más comunidades autónomas, aunque Andalucía y Extremadura copan el 86,5% de las ayudas.

## Implicaciones
Ocupar los puestos de trabajo temporales financiados por el PER (ahora PFEA) ha permitido el acceso de numerosos jornaleros del campo al Subsidio por desempleo a favor de los trabajadores eventuales del Régimen Especial Agrario. Los jornaleros que hayan trabajado en el campo al menos 35 jornadas (en 2013 es suficiente con 20 jornadas) tienen derecho a cobrar seis meses de subsidio por, siempre que se cumplan ciertas condiciones en función de la edad, situación familiar e ingresos mínimos. Desde 2002, los trabajadores eventuales agrarios deben cotizar a la Seguridad Social por desempleo y pueden tener derecho a una prestación contributiva.
El subsidio equivalente actual, AEPSA, requiere de 20 días trabajados y fue ampliado a seis comunidades autónomas más.
En 2008 los fondos dedicados por comunidades del total de 203,65 millones de euros son:
- Andalucía 134.458.594,48 €[2]
- Extremadura 35.742.158,03 €[2]
- Castilla-La Mancha 8.730.463,30 €[2]
- Comunidad Valenciana 7.236.708,50 €[2]
- Castilla y León 3.681.038,60 €[2]
- Región de Murcia 4.326.554,07 €[2]
- Canarias 2.699.428,31 €[2]
- Aragón 774.371,59 €[2]

## Polémica
El PER fue polémico desde su creación: sus defensores argumentan que contribuye a mejorar las condiciones de vida en el medio rural y a evitar un éxodo de población de este a las ciudades; sus detractores argumentan que evita un verdadero desarrollo de los pueblos y que lleva aparejado diversos tipos de fraude (trabajadores que declaran peonadas falsas para alcanzar el subsidio, o que continúan trabajando ilegalmente mientras lo reciben)
Otro argumento de crítica al PER habla de voto cautivo, en el sentido de que la entrega de subsidios por parte del gobierno favorece el que los subsidiados le voten. Sin embargo, un estudio de la Universidad de Granada apunta a un beneficio de IU frente a un perjuicio del PP, sin que el PER repercutiera en los apoyos al PSOE.
En el segundo trimestre de 2010 se aprobó la reducción del número de peonadas requeridas para cobrar el subsidio, pasando de 35 a 20, aduciendo los daños originados por incendios forestales y otras catástrofes acaecidas en Andalucía y Extremadura. Esta medida fue duramente criticada por algunos sectores que la tildaron de artefacto para reducir la cifra real de parados en más de 200.000 personas, de favorecer la compra de votos e incluso de causa de la posterior subida del IVA. Posteriormente se ha vuelto a la cifra de 35 peonadas, aunque se han aprobado temporalmente reducciones a 20 peonadas, como en el primer semestre de 2013.
En 2008, se destinaron al AEPSA unos 203 millones de Euros de los 5100 millones recibidos por España de la UE, por la PAC.[cita requerida]